# Кременские леса
Кременские леса (укр. Кремінські ліси) — национальный природный парк, расположенный на территории Северодонецкого района (Луганская область, Украина). Создан 10 сентября 2019 года. Площадь — 7 269 га.

## История
Национальный природный парк был создан 10 сентября 2019 года согласно указу Президента Украины В. А. Зеленского № 678/2019 «О создании национального природного парка «Кременские леса»» (Про створення національного природного парку «Кремінські ліси»).
Создан на базе Северско-Донецкого национального природного парка, существовавшего в 11.12.2009—21.10.2010 годы, в целях сохранения, воспроизводства и эффективного использования ценных природных комплексов и объектов бассейна реки Северский Донец, имеющих важное природоохранное, научное, эстетическое, рекреационное и оздоровительное значение.
Кроме того, данным указом был отменён Указ Президента Украины от 11 декабря 2009 года № 1040 «О создании национального природного парка «Северско-Донецкий»» (Про створення національного природного парку «Сіверсько-Донецький»). Хотя 21 октября 2010 года Высший административный суд Украины издал постановление, согласно которому признано незаконность Указа Президента Украины 11 декабря 2009 года № 1040/2009 "О создании национального природного парка «Северско-Донецкий». Это стало первым в истории Украины прецедентом отмены судом статуса национального парка. 
В рамках российского вторжения на Украину стало местом боевых действий между формированиями Вооруженных сил Украины и ВС РФ.

## Описание
В состав национального природного парка включено 7 269 га земель государственной собственности, в том числе:
1. 3 121 га земель государственного предприятия «Кременское лесоохотничье хозяйство», предоставляемых национальному природному парку в постоянное пользование с изъятием у землепользователя
2. 4 148 га земель государственного предприятия «Кременское лесоохотничье хозяйство», включаемых в территорию национального природного парка без изъятия у землепользователя

Национальный природный парк расположен в северо-западной периферийной части Луганской области в долине реки Северский Донец — южнее города Кременная — между реками Жеребец и Красная. На территории парка Кременские леса сохранились историко-археологические и культурные памятники.
Парк занимает часть одноимённого лесного массива с общей площадью 29 547,4 га. На территории государственного предприятия «Кременское лесоохотничье хозяйство» в ведении, которого лесной массив, были созданы 2 ботанических заказника (Серебрянский, Сафоново) и 3 заповедных урочища.

## Природа
Ландшафт парка представлен уникальными лесными массивами — крупнейшими в Восточной Украине. Здесь растут сосновые, дубово-сосновые, дубовые леса с участием берёзы, ольхи, ясеня, расположенные на обоих берегах реки Северский Донец. В границах парка расположено заповедное урочище Дубовая роща, природа которого представлена природным лесом; возраст дубов более 250 лет. В парке встречаются серый журавль, орёл-могильник, речная выдра и европейская норка.